# Castillo de Cornago

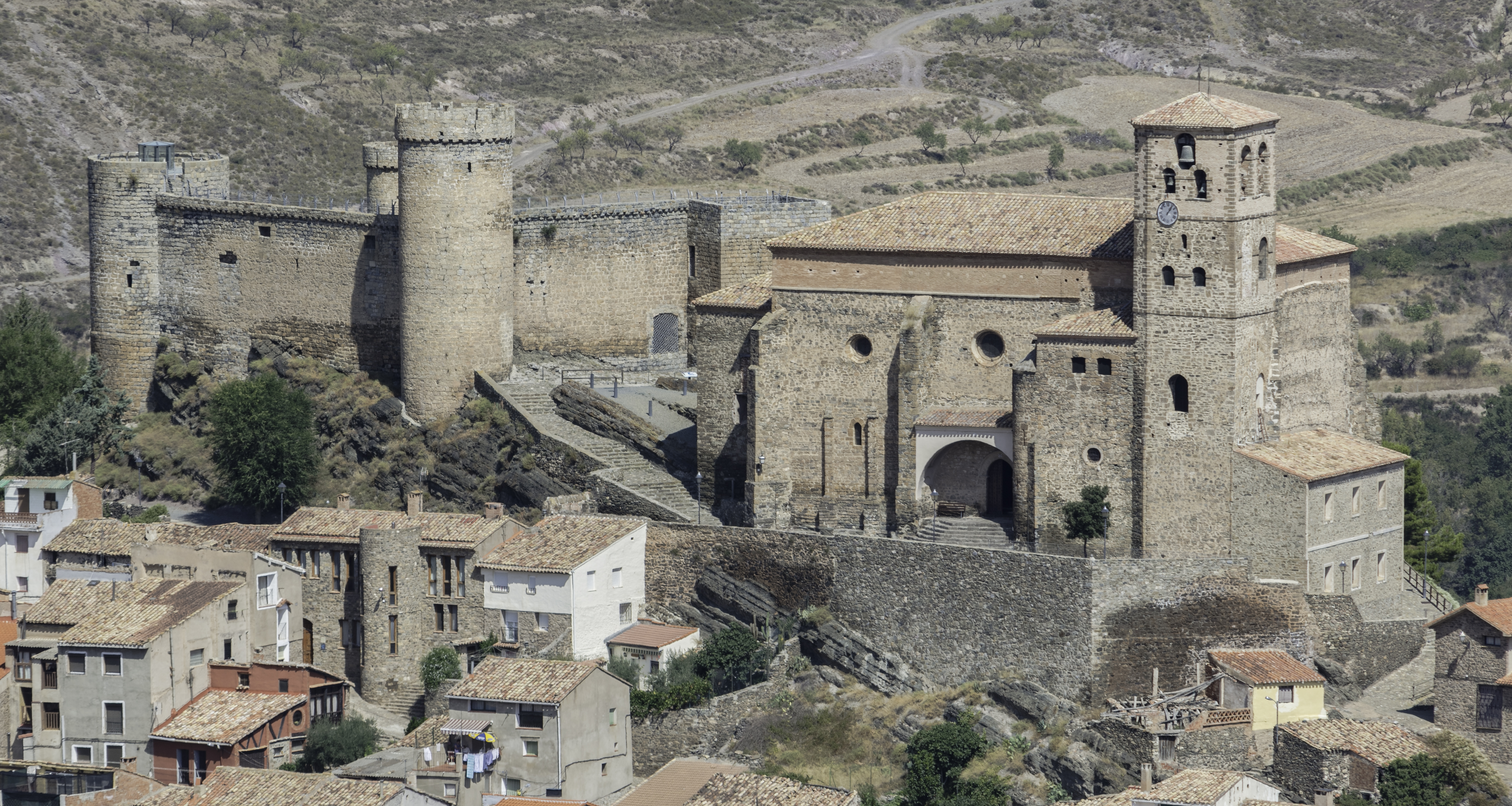
Vista lejana del castillo junto a la iglesia.

El castillo de Cornago se encuentra ubicado en lo más alto de la colina que sirve de base al pueblo. Fue construido en el siglo XIII durante la Baja Edad Media, sobre las ruinas de una antigua fortaleza del siglo IX que sirvió de bastión cristiano durante la Reconquista. Desde entonces este castillo cómo revelan sus muros de sólida construcción, debió prestar servicios muy importantes en las guerras entre reinos cristianos de la Baja Edad Media, por su localización fronteriza entre los reinos de Navarra, Castilla y Aragón.

## Historia
Se construyó bajo el reinado del rey S. Fernando III de Castilla, que siguieron durante los dos reinados de paz de Fernando el Emplazado y de Alfonso el Justiciero en esta frontera. A estos siguió otro en el que Cornago debió desempeñar un papel importante, durante las largas contiendas de D. Pedro el Cruel con su hermano bastardo Enrique, ya que el castillo de Cornago, situado en la frontera de Aragón, debió ser apetecido por los dos hermanos y sin duda que sufrió en las vicisitudes de la larga contienda. Afianzado Enrique en el trono de Castilla, hace entrega de Cornago a su fiel servidor el aragonés Juan Martínez de Luna III. En manos de la familia Luna que eran "señores de Jubera y Cornago", a través de su hijo Álvaro Martínez de Luna, y su nieto D. Álvaro de Luna, siguió el señorío de Cornago en los reinados de Juan I y Enrique el Doliente.

## Descripción
Tiene planta rectangular con una torre en cada esquina, el castillo está construido en sillería. Tres de las torres son de forma cilíndrica, aunque de diferentes dimensiones, mientras que la situada al noreste, es cuadrada con un vano rectangular en la zona alta del muro. Las dos torres que flanquean la entrada son cilíndricas, manteniendo una de ellas las almenas.
El patio del castillo puede observarse un fogón o silo en una cámara semicircular situada a 7 metros de profundidad, así como un pozo o aljibe.
El castillo se ha conservado como cementerio desde el siglo XIX hasta los años 80 del siglo XX, cuando comenzaron los trabajos de rehabilitación y limpieza.